# Erin Hunter
Erin Hunter är en pseudonym för ett brittiskt författarkollektiv som består av Victoria Holmes, Kate Cary, Cherith Baldry, Tui Sutherland, Gillian Philip och Inbali Iserles. Författarkollektivet är mest känd för att ha skrivit bokserien Warriors. , Till en början bestod kollektivet av Holmes, Cary och Baldry. Holmes var den som uppfann konceptet på uppdrag av förlaget Harper Collins. 2012 anslöt skotska författaren Gillian Philip till kollektivet, följt av  Inbali Iserles 2013. I Sverige är det Bokfabriken som ger ut Erin Hunters böcker.